# 조유식
조유식(曺裕植, 1964년 ~ )은 대한민국의 기자, 언론인, 평론가, 기업가이다. 경상남도 진해시 출신.

## 생애
1983년 서울대학교 정치학과에 입학, 1993년 서울대학교를 졸업하였다.
월간 《말》지에 입사하여 기자가 되었다. 이후 인터넷 서점 알라딘 커뮤니케이션을 경영하다가 일선에서 물러나 CIO를 역임하고 있다.

## 저서
- 《한미관계의 재인식》 (공저)
- 《손바닥 한국경제》 (공저)
- 《정도전을 위한 변명》 (1997, 푸른역사)